# مارثا ليان كولينز
مارثا ليان كولينز (بالإنجليزية: Martha Layne Collins) (7 ديسمبر 1936) سيدة أعمال أمريكية سابقة وسياسية من ولاية كنتاكي الأمريكية، شغلت منصب المحافظ السادس والخمسين لهذه الولاية من عام 1983 إلى عام 1987. كما تولت كولينز منصب نائب المحافظ الثامن والأربعين لولاية كنتاكي تحت إمرة جون يونج براون جونيور، وذلك قبل ترشحها لتولي منصب المحافظ. كما أنها ومنذ عام 2014 هي المرأة الوحيدة التي تولت منصب المحافظ لولاية كنتاكي. وإضافة إلى ذلك، فإن خوضها للانتخابات جعلها المرأة الديمقراطية الأعلى منزلة في الولايات المتحدة. وكانت تُعتبر مرشحًا ثانيًا محتملًا للمرشح الرئاسي الديموقراطي والتر مونديل في الانتخابات الرئاسية لعام 1984، ولكن وقع اختيار مونديل على جيرالدين فيرارو.
شغلت كولينز بعد تخرجها في جامعة كنتاكي منصب معلمة، في حين أن حصل زوجها على شهادة في طب الأسنان. أصبحت كولينز مهتمة بالسياسة وعملت في حملة وندل فورد لتولي الحكم في عام1971، وكذلك في حملة والتر دي هدلستون في مجلس الشيوخ عام 1972. بالإضافة إلى ذلك، فقد أُختيرت كولينز عام 1975 لتكون سكرتيرة الحزب الديموقراطي التابع للدولة، وانتُخبت لتصبح كاتبة لمحكمة كنتاكي للاستئناف. وفي الفترة التي شغلت فيها كولينز منصب كاتب المحكمة حدث تعديل دستوري أعاد هيكلة النظام القضائي في الولاية، وتحولت محكمة كنتاكي للاستئناف إلى محكمة كنتاكي العليا. وظلت كولينز في وظيفة كاتب للمحكمة، وعملت على توعية المواطنين بالدور الجيد للمحكمة.
وفي عام 1979 انتُخبت كولينز لتولي منصب نائب المحافظ، وكان جون يونج براون جونيور هو المحافظ في ذلك الوقت. ولأن براون كان خارج الولاية في معظم الوقت، كانت كولينز هي المحافظ بالإنابة لمدة 500 يومًا في السنوات الأربع التي تولت فيهم منصب نائب المحافظ. وفي عام 1983 هزمت كولينز جيم بونينغ مرشح الحزب الجمهوري لتصبح أول امرأة تتولى منصب المحافظ في ولاية كنتاكي. وكانت ترتكز إدارتها على محورين أوليين: التعليم وتنمية الاقتصاد. ونظرًا لعدم تمكنها من توفير التمويل المتزايد للتعليم في الجلسة التشريعية لعام1984، نظمت كولينز حملة توعية عامة حول الولاية قبل عقد جلسة تشريعية استثنائية العام التالي، وتمت الموافقة على البرنامج المُعدل في تلك الجلسة. كما استخدمت بنجاح المحفزات الاقتصادية لجلب مصنع تويوتا لجورج تاون في ولاية كنتاكي في عام 1986. وأبطلت المحكمة العليا الاحتجاجات القانونية على الحوافز والتي كانت لتكلف الولاية خسارة المصنع والأرباح الاقتصادية الناجمة عنه. وشهدت الولاية زيادة اقتصادية ملحوظة تحت قيادة كولينز.
في ذلك الوقت لم يكن لمحافظي كنتاكي القدرة على تجديد الانتخاب، فدرست كولينز في العديد من الجامعات عقب انتهاء مدة حكمها. ومن عام 1990 إلى 1996 شغلت كولينز منصب رئيسة كلية سانت كاثرين والتي تقع بالقرب من سبرينغفيلد في كنتاكي. وكانت إدانة زوجها، دكتور بيل كولينز، باستغلال النفوذ في عام 1993 قضت على آمالها في العودة إلى الحياة السياسية مرة أخرى. وأُذيعت شائعة قبل قضية إدانة زوجها بأنها ربما تكون مرشحة في مجلس الشيوخ الأمريكي، أو ربما تنال منصب في حكومة بيل كلينتون. ومنذ عام 2012 أصبحت كولينز باحثة تنفيذية مقيمة في جامعة جورج تاون.

## حياتها
ولدت مارثا ليان هال في 7 ديسمبر عام 1936 في بغداد بولاية كنتاكي،  وهي الابنة الوحيدة لإيفرت وميري (تايلور) هال. انتقلت عائلة مارثا إلى شيلبيفيل بكنتاكي عندما كانت في الصف السادس وافتتحت العائلة (هال-تايلور) لتجهيز الموتى. وانشغلت مارثا بالعديد من النشاطات الخارجية في المدرسة وفي الكنيسة المعمدانية المحلية. وكان والدا مارثا يمارسان نشاطات في السياسية المحلية، كالعمل في حملات العديد من المرشحين الديمقراطيين، وعادة ما انضمت مارثا لهم، فكانت تننظم المغلفات وتسلم الكتيبات من الباب إلى الباب.
التحقت مارثا بمدرسة شيلبيفيل الثانوية، حيث كانت طالبة مجدة وكانت رئيسة المشجعين هناك. وكانت دائمًا ما تتنافس في مسابقات الجمال؛ حيث فازت عام 1954 بلقب ملكة مهرجان التبغ في مقاطعة شيلبي. والتحقت مارثا بعد انتهاء الثانوية بجامعة ليندنوود، وهي جامعة خاصة بالنساء فقط في سانت تشارلز بولاية ميسوري. وبعد عام واحد نُقلت مارثا إلى جامعة كنتاكي ب ليكسينغتون. وأثناء دراستها هناك كانت مارثا مشتركة في الكثير من النوادي مثل: تشي أوميغا، وهو ناد اجتماعي للفتيات، واتحاد الطلاب المعمداني، وناد الاقتصاد المنزلي، كما كانت رئيسة المهجع، ونائب رئيس مجلس بيت الرؤساء.
وأثناء حضور مارثا لمخيم المعمدانيين في مقاطعة شيلبي عام 1957 قابلت بيلي لويس كولينز. كان كولينز طالبًا في جامعة جورج تاون في كنتاكي، وهي تبعد حوالي 13 ميل عن ليكسينغتون. وبدأ كولينز وهال المواعدة حتى انتهاء الدراسة. حصلت مارثا في عام 1959 على بكالوريوس العلوم في الاقتصاد المنزلي. وفي العام نفسه حازت على لقب ملكة مهرجان ديربي كنتاكي. وبدأت مارثا تأخذ مهنة عرض الأزياء في اعتبارها، ولكنها تزوجت كولينز بعد فترة قصيرة من تخرجها. وبينما كان بيلي يسعى للحصول على شهادة في طب الأسنان في جامعة لويزفيل، عملت مارثا مدرسة في لويزفيل في كل من مدرسة سينيكا الثانوية ومدرسة فيردل الثانوية. ورزقت مارثا وبيلي بطفلين في لويزفيل؛ هما ستيف ومارلا.
وفي عام 1966 انتقل آل كولينز إلى مدينة فرسايليس بكنتاكي، وهناك عملت مارثا مدرسة في مدرسة الأحداث العليا في مقاطعة ودفورد. وأصبح الزوجان عضوين في العديد من المنظمات المدنية مثل: جيسيز وجيستز، وناد الأزواج الشابة الديموقراطي. وتمكن الزوجان من خلال الناد من العمل نيابة عن حملة هنري وارد التي فشلت في الوصول إلى الحكم عام 1967.

## العمل السياسي

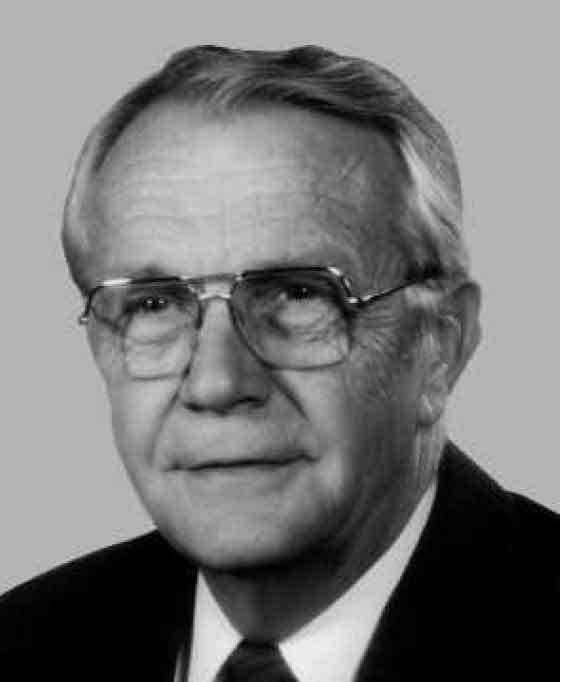
ويندل فورد الذي عملت كولينز في حملته الانتخابيةعام1971

بحلول عام 1971 أصبحت كولينز رئيسة منظمة جيستز، ومن خلال هذه المنظمة تمكنت كولينز من استرعاء انتباه والتر دي هدلستون، عضو مجلس الشيوخ الديموقراطي عن الولاية. وطلب هدلستون من كولينز أن تتشارك رئاسة حملة وندل فورد للحكم في الضاحية السادسة. وعلق جيمس راسل ميلر، رئيس الحزب الديموقراطي التابع للولاية، قائلُا بأن كولينز نظمت تلك المنطقة تنظيمًا لا يُصدق. ولقب فورد كولينز عقب فوزه ب«امرأة اللجنة القومية الديموقراطية» من كنتاكي. استقالت كولينز من التدريس وعملت سكرتيرة في مقر الحزب الديموقراطي التابع للولاية بدوام كامل، ومبعوث في الاتفاقية القومية الديموقراطية لعام 1972،  وعملت في العام التالي في حملة هدلستون في انتخابات مجلس الشيوخ.
وفي عام 1975 فازت كولينزفي الترشح الديموقراطي لتكون كاتبة محكمة كنتاكي للاستئناف. وفي الانتخابات العامة هزمت كولينز جوزيف لامبرت؛ حيث إنها حصلت على 382,528 مقابل233,442. وفي أثناء توليها ذلك المنصب حدث تغيير في الدستور أدى إلى تغييراسم المحكمة من محكمة كنتاكي للاستئناف إلى محكمة كنتاكي العليا، وبذلك أصبحت كولينز آخر من يتولى منصب الكاتب في محكمة الاستئناف وأول من يتولى هذا المنصب في المحكمة العليا. وبحكم وظيفتها كتبت كولينز كتيبات ووزعتها لتوعية الناس بالدور الجديد الذي تضطلع به المحكمة العليا، كما عملت مع وزارة التعليم التابعة للولاية لعمل دليل للمعلم لاستخدامه في المدارس العامة موضحة بالتفاصيل التغيرات التي طرأت على نظام المحكمة نتيجة للتعديل الدستوري. واختار فرع مؤسسة سيدات الأعمال والمهنيات الموجود في مقاطعة ودفورد كولينز لتلقب ب المرأة صاحبة الإنجازات لعام 1976، ولقبها محافظ كنتاكي «جوليان كارول» عام 1977 بالمدير التنفيذي لمنظمة قوة الصداقة الدولية.
وعلى الرغم من وجود ستة مرشحين رئيسيين، تمكنت كولينز من الحصول على ترشيح ديموقراطي لمنصب نائب المحافظ عام 1979؛ حيث حصلت على 23 بالمائة من الأصوات. وفي الانتخابات العامة حصلت كولينز على 543,176 مقابل316,798 وتغلبت على المرشح هال روجرز. ووفقًا لشغلها منصب نائب المحافظ تنقلت كولينز في أنحاء الولاية لحضور الاحتفالات بدلًا من المحافظ جون براون جونيور الذي كان يكره المناسبات الرسمية وغالبًا ما كان يختار ألا يحضر. وبحلول نهاية فترة حكمها أعلنت كولينز أنها زارت المقاطعات 120 الموجودة في كنتاكي. ولأن براون كان خارج الولاية في معظم الوقت، كانت كولينز هي المحافظ بالإنابة لمدة 500 يومًا في السنوات الأربع التي تولت فيهم منصب نائب المحافظ.
ولأنها تشغل منصب نائب المحافظ، كان من مهام كولينز أن تترأس مجلس الشيوخ. ولقد أثنى الحزبان الرئيسيان على عدم انحياز كولينز ولمعرفتها بالإجراءات البرلمانية الخاصة بهذا الدور. ودُعيت مارثا مرتين للفصل في تعادل التصويت في مجلس الشيوخ. المرة الأولى كان مشروع قانون يسمح لمعلمي الولاية بلالتحاق في التفاوض الجماعي، وهو مناقشة بين مجموعة من الموظفين تهدف إلى الوصول إلى اتفاق لتنظم العمل بينهم. أما المرة الثانية فكانت مشروع قانون يسمح للعمليات المصرفية من خلال الفروع أن تتم خارج حدود المقاطعات ولكن في حدود الولاية. وفي الحالتين صوتت كولينز بالنفي مما أدى إلى رفض المشروعين. كما ترأست المؤتمر القومي لنواب المحافظين، وذلك أثناء توليها منصب نائب المحافظ وأصبحت المرأة الأولى التي تولت ذلك المنصب. . وفي عام 1982 دُعيت كولينز إلى مجلس الأوصياء في كلية جنوب المعمدانية اللاهوتية في لويزفيل.

## انتخابات المحافظين عام 1983
أعلنت كولينز قرب انتهاء فترة توليها منصب نائب المحافظ عن نيتها للترشح لمنصب المحافظ. وكان المنافسون لها عن الحزب الديموقراطي هم: هارفي سلوان، عمدة لويزفيل، وجرادي ستامبو، السكرتير السابق لإدارة التنمية البشرية. وتلقت كولينز الدعم من العديد من قادة الحزب الديموقراطي، ولكن قبل الانتخابات أعلن المحافظ براون دعمه لستامبو متهمًا كولينز وسلوان بأنهما ربما يستخدما السلطة المخولة لهم من المنصب في الاستغناء عن تأييد الحزب. وعلى الرغم من أن هذا كان شائعًا، لكن براون تجنب ذلك بكل وضوح وصراحة خلال فترة شغله لمنصب المحافظ. وبحصول كولينز على 223,692 صوت مقابل219,160 لسلوان و199,795 لستامبو، تمكنت كولينز من الحصول على الترشح. وطالب سلوان بإعادة الاقتراع، ولكنه قرر بأن هذا لن يغير من النتيجة وتقبل سلوان الهزيمة.

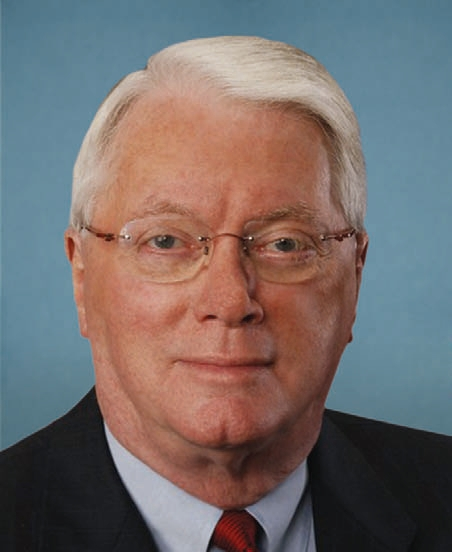
جيم بونينغ منافس كولينز في انتخابات عام1983

واجهت كولينز في الانتخابات العامة عضو مجلس الشيوخ الجمهوري والرامي المستقبلي في قاعة مشاهير البيسبول جيم بونينغ. ولكن رفض كل من المنظمة القومية للمرأة، وصندوق حملة المرأة القومية، وكذلك للجنة السياسية النسائية إعلان تأييدهم لكولينز مستشهدين بدعمها الذي تعوزه الحماسة في التعديل الخاص بإعطاء المرأة حقوق مساوية للرجل، ومعارضتها لل إجهاض إلا في حالة الاغتصاب، أو زنا المحارم، أو إذا كانت حياة الأم في خطر. لم يكن بونينج بارعًا في حملته الانتخابية، كما واجه صعوبة في إيجاد الأشياء التي قد تجذب إليه المصوتين الديموقراطيين،  وكان لاعتناقه الديانة الكاثوليكية مسؤلية سياسية. وفازت كولينز في الانتخابات؛ حيث حصلت على 561,674 صوت مقابل454,650، وبذلك أصبحت كولينز المرأة الأولي والوحيدة حتى الآن تُنتخب لتنال منصب المحافظ.
وعقب انتهاء الانتخابات تبرعت كولينز بالمال الفائض من صندوق حملتها الانتخابية للحزب الديموقراطي. وعندما أُختير زوجها ليتولى منصب أمين الصندوق في الحزب- بأجر سنوي قيمته 59,900 دولارـ اتهمتها الصحافة الحكومية بأنها خطة لاسترداد المال الذي تبرعت به الحملة إلى حساب كولينز الشخصي.(أمين الصندوق السابق للحزب الديموقراطي لم يكن له راتب في الفترة التي عمل بها.) ونظرًا للنقد الذي وجهه الإعلام قدم الدكتور كولينز استقالته من منصب أمين الصندوق. وكل من كان متورط في الأمر أصر على أن السيدة كولينز لم تكن مقتضبة في التفاصيل المتعلقة بتعيين زوجها. واستمر نقد الإعلام لكولينز كلما حصل شخص بلا خبرة وكان له مكانة رئيسة في حملتها الانتخابية السابقة على منصب في المجلس الاستشاري للولاية. عندما وافق جيلبرت مكارتي، مفوض التأمين المُعين حديثًا، على الزيادة بمعدل 17% التي طلبتها منظمة الصليب الأزرق والدرع الأزرق ـ وقد رفض المفوض السابق هذا الطلب بأيام قليلة من تعيين مكارتي ـ سرعان ما ألغت كولينز الموافقة منتظرة انعقاد جلسة استماع بهذا الشأن.

## منصب المحافظ
طلبت كولينز في خطابها الموجه إلى المُشرعين 324 مليون دولار إضافية من الجمعية العامة لكنتاكي، ومعظم هذا المال مخصص للتعليم. واقترحت كولينز أن يُحصل الدخل الحكومي الإضافي عن طريق صندوق الضرائب؛ فزيادة ضريبة الفرد تدر أكثر من 15,000 دولار سنويًا، وزيادة ضريبة المبيعات لتغطية الخدمات مثل: التصليح الآلي، وتنظيف الملابس، بالإضافة إلى زيادة ضريبة ترخيص الشركات. وعقب المعارضة التي لاقتها كولينز من المشرعيين في الجلسة التشريعية التي تُعقد كل سنتين استبقت كولينز على اقتراحها بزيادة ضريبة ترخيص الشركات، ولكن بالنسبة لتعديل الضريبة الفردية وضريبة المبيعات فتغيرت إلى 5% من ضريبة دخل الفرد، ذلك بالإضافة إلى التوقف التدريجي عن الخصومات بسبب الإهلاك والذي من الممكن أن تدعيه الشركات بسبب الضرائب. . ونظرًا لما تمر به الولاية من تعافي لما شهدته من ركود اقتصادي، وبسبب الانتخابات التي تنتظرها الولاية في العام التالي رفض المشرعون زيادة الضرائب وسحبت كولينز طلبها وقدمت بدلًا منه ميزانية مستمرة. وتمت الموافقة على بعض المقترحات بشأن التعليم والتي أعلنتت كولينز دعمها لها، بما في ذلك روضة الأطفال الإلزامية، والبرامج العلاجية والإصلاحية لطلاب المدارس الابتدائية، اختبارات ومنح إجبارية للمعلمين، وذلك بالإضافة إلى تنفيذ التفتيش القضائي للمدارس دون المستوى. وكانت الموافقة على قانون أكثر صرامة للقيادة تحت تأثير الكحول، وتدبير يسمح للشركات المصرفية في الولاية بشراء بنوك أخرى داخل حدود الولاية من ضمن إنجازات الجلسة التشريعية لعام 1984.

### منصب نائب رئيس الجمهورية

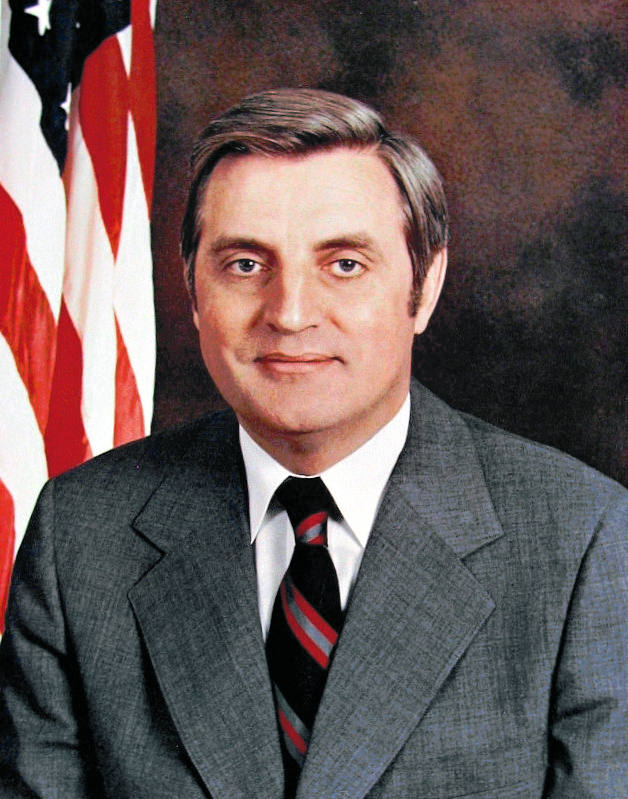
والتر مونديل

استنادًا إلى انتخاب كولينز لتصبح محافظ كنتاكي، أصبحت كولينز المرأة الديموقراطية الأعلى مرتبة في الأمة؛ حيث إن عضوتا مجلس الشيوخ آنذاك كانتا من الجمهوريين، أما كولينز فهي المرأة الوحيدة التي تولت منصب المحافظ في أي من الولايات الأمريكية. واستُضيفت كولينز في البرنامج التلفزيوني صباح الخير يا أمريكا عقب انتخابها بفترة قصيرة، وهناك سُئلت كولينز عما إذا كانت مهتمة بالترشح لمنصب نائب الرئيس وكانت إجابتها غامضة. واختيرت كولينز عقب توليها المنصب بأربعة أيام أن ترد نيابة عن الحزب الديموقراطي على الخطاب الإسبوعي للرئيس رونالد ريغان. وفي مؤتمر صحفي لها عقب هذا الخطاب سُئلت كولينز مجددًا هل من الممكن أن ترغب في الترشح عن الحزب الديموقراطي لمنصب نائب الرئيس في الانتخابات القادمة، ولكنها أجابت:«لا، ليس الآن».
وفي منتصف عام 1984 اختارت اللجنة القومية الديموقراطية كولينز لتترأس الاتفاقية القومية الديموقراطية لعام1984 في سان فرانسيسكو. منع هذا الارتباط كولينز من أن تكون رئيسة مبعوثي الولاية لهذه الاتفاقية،  ولذلك تولى ابنها ستيف هذا الدور. وقبل الاتفاقية جرت مقابلة بين كولينز ووالتر مونديل، المرشح المفترض للرئاسة، بصفته مرشح محتمل لمنصب نائب الرئيس قبل اختيار جيرالدين فيرارو كمرشح ثان. ورأى كاتب في جريدة «ذا ميامي هارولد» اليومية أن مونديل لم يأخد كولينز بجدية وأنه تضمنها في المقام الأول في قائمته كمرشح ثان لإضعاف الاتهامات المحتملة بشأن قبوله الرمزي للنساء الأخريات والأقليات.

### مقترحات التعليم
في يناير عام 1985 جددت كولينز محاولتها لإحداث تغيرات وللحصول على تمويل إضافي للتعليم من خلال تعيين نفسها وزيرة التعليم والإنسانيات في الولاية. وعقدت كولينز عقب هذا الإعلان سلسلة من الاجتماعات في كل المقاطعات مع العديد من المشرعين الرئسيين لإعلان الدعم بشأن التغييرات المُقترحة ولمعرفة ما هي التغييرات التي يرغب فيها مواطني الولاية. . كانت كولينز حريصة في تلك الاجتماعات على أن تفصل بين خطة التعليم المُقترحة وبين زيادة الضرائب، لأنها كانت تؤمن بأن مسألة الضرائب منعتها من تنفيذ خطتها السابقة.
أعلنت كولينز في يونيو عام 1985 عن خطة جديدة للتعليم والتي تضمت زيادة للمعلمين بمقدار 5%، والتقليل من عدد الطلاب في الفصل، وتمويل مشاريع الإنشاء، ومساعدات للمعلمين في كل روضة أطفال في الولاية، بالإضافة إلى برنامج «قوة المساواة» الذي يهدف لجعل تمويل مدارس الأحياء الأكثر فقرًا مساوي لتمويل المدارس الأكثر رخاءًا. كما دعت كولينز لجلسة تشريعية استثنائية في 8 يوليو للنظر في الخطة، وذلك عقب الاستحسان الذي أبداه المشرعون بشأنها. وتتطلب الأمر أسبوعين من المداولة حتى وافقت الجمعية العامة على خطة كولينز للتعليم، كما ضاعفت ضريبة الشركات 2.10 دولار لكل 1,000 دولار لتمويل الخطة. ورفضت الجمعية الاقتراح الذي ينص على زيادة 5 سنتات لجالون الجازولين لتمويل مصروفات أخرى.
كما أضافت كولينز إلى نجاحها في الجلسة الاستثنائية لعام 1985 بمحاولتها للحصول على تمويل للتعليم العالي في الجلسة التشريعية لعام 1986. وافق المشرعون على 100 مليون دولار إضافية للتعليم العالي في ميزانية كل عامين. كما وافق المشرعون على تنفيذ برنامج إرشادي قبل المدرسة، وشراء كتب مدرسية جديدة، ولكنهم رفضوا طلب كولينز للحصول على 3.9 مليون دولار لتحسين نظام التعليم المهني في الولاية. وافق المشرعون على الدعوة لاستفتاء لتعديل الدستور ـ وذلك بدعم من كولينز ـ لتحويل منصب مشرف الولاية على التعليم من توليه عن طريق الانتخاب إلى توليه من خلال التعيين. وفي نوفمبر عام 1986 كانت نتيجة التصويت ضد هذا التعديل، على الرغم من الحملة التي قادتها كولينز لدعمه. وكانت الزيادة في ضرائب الشركات التي تهدف لتغطية تكاليف التعليم غير ملائمة. وفي عام 1987 رُفضت خطة زيادة الدخل من خلال إجراء تعديلات في ضريبة دخل الولاية؛ وذلك عندما أعلن والاس ويلكنسون، المرشح الديموقراطي لتولي منصب المحافظ الذي قد يُخلف كولينز، معارضته له.

### مصنع تويوتا
في مارس عام 1985 ذهبت كولينز في أول بعثة تجارية إلى اليابان من ضمن العديد من الرحلات. وعادت كولينز في أكتوبر عام 1985؛ حيث زارت الصين لفتح الأسواق الصينية أمام منتجات كنتاكي، ولتأسيس علاقة بين ولاية كنتاكي ومقاطعة جيانغشي. وأسفرت مجهودات كولينز في اليابان عن أكثر إنجازاتها أهمية كمحافظ ـ وهو إقناع شركة تويوتا بأن تؤسس مصنع بمقدار 800 مليون دولارلها في جورج تاون. ووفقًا للتقارير المنشورة اختيرت كنتاكي بدلًا من مواقع أخرى مُقترحة في إنديانا وميسوري وتينيسي وكانساس.
كانت اتفاقية تويوتا تعتمد على الموافقة التشريعية على تقديم 125 مليون دولار، وهي الحوافز التي وعدت كولينز وكارول نايسلي، وزير التجارة في الولاية، بها شركة تويوتا. ومن ضمن هذه الأموال 35 مليون دولار لشراء وتحسين قطعة أرض مساحتها 1,600 فدان (650 هكتار) تُقدم لشركة تويوتا لبناء المصنع، و33 مليون دولار لبدء تدريب العاملين، و10 مليون دولار لمركز تنمية مهارات العاملين، وكذلك 47 مليون دولار لتحسين الطريق السريع بالقرب من الموقع. وفي الجلسة التشريعية لعام 1986 وافق المشرعون على هذه الاتفاقية. وأعرب ديفيد أرمسترونج، النائب العام في ولاية كنتاكي، عن مخاوفة من أن تتعارض تلك الحوافز مع دستور الولاية عن طريق تقديم الهدايا من خزانة الولاية لعمل خاص، ولكنه اختتم بأن الجمعية العامة بذلت جهد بنية حسنة للامتثال للدستور.
ووفقًا لمخاوف أرمسترونج التي أعرب عنها، عينت الإدارة جي باتريك أبيل، المستشار العام، لتقديم اختبار حالة ودي لتحديد إذا ما كانت تخضع المحفزات في الاتفاقية للدستور أم لا. وبينما لم يبت في الدعوى القضائية، نشرت ليكسنجتون هارولد ليدر أن الإدارة لم تتمكن من تضمين الفائدة من السندات المستخدمة لتمويل النفقات في تقديرها للتكاليف، ذلك بالإضافة إلى زيادة التكاليف مما أدي إلى وصول تكاليف الاتفاقية إلى 354 مليون دولار في أواخر سبتمبر عام1986. ووافقت تويوتا في أكتوبر على تغطية التكاليف الزائدة الخاصة بإعداد الموقع للبناء.
وانضم المعارضين للترغيب الاقتصادي لتويوتا إلى الدعوى القضائية. وفي أكتوبر عام 1986 أصدر راي كورنز، قاضي المحكمة المتنقلة في مقاطعة فرانكلين، قرار مبدأيًا بأن الاتفاقية لم تنتهك دستور الولاية، ولكن طلب الطرفان من محكمة كنتاكي العليا بأن تصدر قرار نهائي. وفي 11 يونيو عام 1987 قررت محكمة كنتاكي العليا بأن الاتفاقية تخدم هدفًا عامًا وبالتالي فهي دستورية. وبعد أن أنشأت شركة تويوتا العديد من المصانع في أنحاء الولاية ضعفت أغلب المعارضة الموجهة إليها، وعند اقتراب نهاية مدة حكم كولينز أعلن أن 25 مصنع لإنتاج سيارات شُيد في 17 مقاطعة منذ قرار التعاون مع تويوتا.
وفي عام 1987 وعدت كواينز بتقديم 10 ملايين دولار مساعدة من الولاية إلى شركة فورد كحافز لها لتوسيع مصنع كنتاكي للشاحنات في لويزفيل. وشهدت الولاية ارتفاع في فرص العمل نتيجة لخطة كولينز الاقتصادية والتي تضمنت محاولة جذب الشركات المحلية والدولية. انخفض معدل البطالة في الولاية من 9.7% في أكتوبر عام 1983 إلى 7.2% في أكتوبر 1987، ووفقًا للأرقام التي أعلنتها الإدارة أصبحت الزيادة الصافية لفرص العمل في أثناء مدة حكم كولينزهي 73,000 .

### إنجازات أخرى لكولينز أثناء توليها منصب المحافظ
في 7 أكتوبر عام 1987 دعت كولينز إلى جلسة تشريعية استثنائية لإنهاء العجز بين مساهمات الولاية من الصندوق الخاص لتعويضات العمال والإنفاق.. وكان الصندوق الخاص مصمم لتقديم المال للعمال الذين يعانون من أمراض جراء العمل أو العمال الذين لم ترجع إصابات عملهم إلى أي صاحب عمل. وكان من المتوقع أن تقدم الخطة التي أقترحها إد أودانيال، عضو مجلس الشيوخ عن الحزب الديموقراطي، بنية العمل التشريعي الذي تم نظره في الجلسة. وتتضمن خطة أودانيال زيادة في العائد السنوي للصندوق الخاص من خلال زيادة تقديرات تعويضالعمال لمدة 30 عامًا. وزادت التقديرات شركات الفحم أكثر من الشركات التي تعمل في مجالات أخرى لان معظم شكاوى الصندوق الخاص كانت لأجل الرئة السوداء، وأمراض التنفس الشائعة بين العاملين في مناجم الفحم، وبالتالي عارض المشرعين من المقاطعات التي تعتمد بشدة على الفحم. وعقب تسعة أيام من المفاوضات وافق المشرعون على مشروع قانون مشابه لخطة أودانيال ووقعتها كولينز.
وتولت كولينز مسؤلية ممرتنيسي- تومبيجبي المائي وتولت المنصب في الافتتاح عام 1985. وفي 10 مايو عام 1985دُعيت كولينز إلى قاعة جمعية الخريجين للخرجين المتميزين في جامعة كنتاكي. بالإضافة إلى أنها ترأست مجلس نمو السياسات الجنوبي، ومجلس طاقة الولايات الجنوبي، إضافة إلى ذلك، فكانت كولينز الرئيس المشترك للجنة الأبلاش الإقليمية.

## نشاطاتها عقب تركها منصب المحافظ
في 8 ديسمبر عام 1987 انتهت مدة تولي كولينز منصب المحافظ، ووفقُا لما ينص عليه الدستور لم تتمكن كولينز من تجديد مدة ولايتها. في عام 1988 قبلت كولينز منصب باحث تنفيذي مقيم في جامعة لويزفيل؛ حيث تعطي محاضرات للطلبة في صفوف الاقتصاد في الجامعة. كما أنشأت شركة استشارات تجارية عالمية في ليكسنغتون. وبعد تقديم كيرن ألكسندر استقالته من منصب رئيس جامعة كنتاكي الغربية لقبول منصب في فرجينيا تك، كانت كولينز من ضمن الأربعة مرشحين النهائيين لنيل المنصب. ولكن أعلن بعض أعضاء الجامعة مخاوفهم من نقص الخبرة لدى كولينز تجاه هذا المنصب، وقبل وقت قليل من إعلان أسم رئيس الجامعة سحبت كولينز اسمها من قائمة المرشحين.

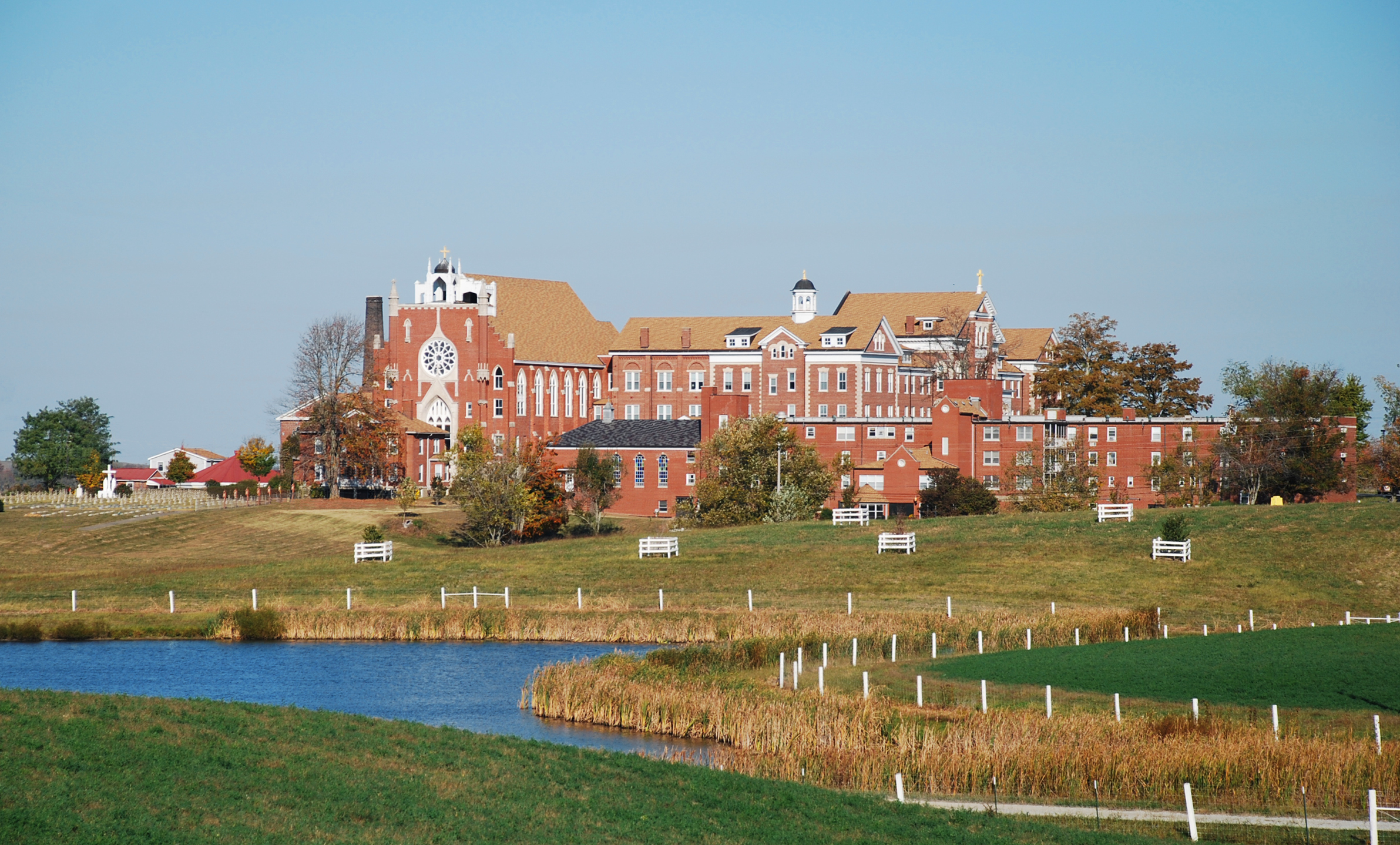
جامعة سانت كاثرين التي ترأستها كولينز من عام 1990 إلى عام 1996.

بعد أن أنهت كولينز التزامها لمدة عام مع جامعة لويزفيل، عينت كولينز عضوًا في كلية جون كنيدي لتخريج القادة في مؤسسة هارفرد للسياسة لتعليم الصفوف غير المعتمددة أساليب القيادة مرة أسبوعيًا. وبالإضافة إلى عملها في هارفرد، عُينت كولينز في مجلس الأوصياء في كلية ميدواي عام 1989، وبعد عام استبعدت كولينز من مجلسالأوصياءفيكلية جنوبالمعمدانية،  وجاء هذا القرار نتيجة تغيبها عن ثلاثة اجتماعات للمجلس ما بين عام 1986 إلى عام 1989. وقبلت كولينز في عام 1990 رئاسة كلية سانت كاثرين في سبرينغفيلد؛ وبذلك أصبحت الرئيس الأول لتلك الكلية الصغيرة الكاثوليكية، وهي لم تكن راهبة دومينيكية. وأووضح موظفي الكلية أن كولينز قد عُينت في الرئاسة لتعزيز مكانتها.
وفي عام 1993 أتهم زوج كولينز باستغلاله للنفوذ. وقال الادعاء أنه وبينما كانت كولينز في السلطة أن يؤثر على منح عقود الولاية من خلال زوجته. وزُعم أمه استغل هذا لإجبار من لهم أعمال مع الدول على استثمار ما يقرب من مليوني دولار معه. وفي 14 أكتوبر عام 1993 وبعد محاكمة استمرت لمدة سبعة أسابيع حكمت المحكمة على بيل بالسجن لمدة خمس سنوات وثلاثة أشهر في السجن الفدرالي. كما حُكم عليه بدفع غرامة قدرها 20,000 دولار لاتهامه بالمؤامرة والتي تتضمن رشاوي في صورة مساهمات سياسية. ودُعيت كولينز للشهادة في القضية، ولكن لم توجه لها اتهامات. أدت تلك الفضيحة إلى تشويه صورة كولينز وربما كلفتها فرصة التعيين في حكومة بيل كلينتون. وأُشيع أن كولينز تفكر في الالتحاق بمجلس الشيوخ، وهي محاولة لم تتحقق عقب إدانة زوجها. وفي 10 أكتوبر عام 1997 وعقب إطلاق سراح بيل تحقق لم شمل العائلة من جديد.
وفي عام 1996 استقالت كولينز من رئاسة جامعة سانت كاثرين لإدارة المركز الإدارة والأعمال الدولي في جامعة كنتاكي. وفي العام نفسه أصبحت كولينز الرئيس المشترك للجنة وثائق التفويض في المعاهدة القومية الديموقراطية. وعندما انتهى تعاقد كولينز مع جامعة كنتاكي 1998، تولت كولينز منصب باحث تنفيذي مقيم بدوام جزئي في جامعة جورج تاون، مما أتاح لها فرصة لمزاولة نشاطات أخرى. وفي عام 1999 عُينت كولينز في منصب القنصل الشرفي العام لليابان في كنتاكي، وهو منصب يعزز المصالح اليابنية في كنتاكي، ويشجع الاستثمار الياباني في الولاية، كما يشجع على التفاهم الثقافي بين كنتاكي واليابان. وفي عام 2001 رشح المحافظ بول باتون كولينز لتكون الرئيس المشارك فرقة عمل كنتاكي المعنية بالوضع الاقتصادي للمرأة. وفي يناير عام 2005 أصبحت كولينز رئيس مركز التجارة العالمي في كنتاكي والرئيس التنفيذي له. . كما حصلت كولينز على مناصب مجالس إدارة العديد من الشركات، بما في ذلك شركة إيستمان كوداك.

### تكريم
في عام 1999صنعت مجموعة" قادة كنتاكي من النساء"، وهي مجموعة غير ربحية أنشئت لتعزيز التعليم، والإرشاد، والتواصل بين نساء كنتاكي، جائزة "مارثا ليان كولينز" للقيادة وهي لتكريم سيدة الإنجازات في كنتاكي التي ألهمت النساء الأخريات وحفزتهم من خلال حياتها الشخصية والمهنية والاجتماعية، وكانت كولينز أول من استلم هذه الجائزة. وفي عام 2003 أُعيد تسمية "بلوجراس باركواي" إلى" مارثا ليان كولينز بلوجراس باركواي" على شرفها. كما حازت كواينز على جائزة كتاب شرف يوم التجارة العالمي لولاية كنتاكي من رابطة مراكز التجارة العالمية في ذلك العام. وفي عام 2009 حصلت كولينز على وسام الشمس المشرقة والنجمة الذهبية والفضية من خلال وزارة الخارجية اليابانية لمساهماتها في "تعزيز التبادل الاقتصادي والثقافي بين اليابان والولايات المتحدة. . وافتُتحت مدرسة "مارثا ليان كولينز الثانوية" في مقاطعة شيلبي في عام 2010 والتي سميت تيمنًا بها.